# Carlo Gualandri
Carlo Gualandri (Roma, 24 dicembre 1895 – Reggio nell'Emilia, 11 aprile 1972) è stato un attore italiano del periodo del cinema muto.

## Biografia
Il padre era un importante funzionario delle dogane di Roma, la madre, figlia del pittore napoletano De Simone, faceva la pianista.
Esordì come attore cinematografico nel 1916 con il film Turbine rosso. La sua attività cinematografica, quasi interamente nel cinema muto, si protrasse fino al 1931 quando decise di ritirarsi dalle scene per dedicarsi interamente alla famiglia. Si era infatti sposato, dopo un lungo fidanzamento, con Clara Fagnini, nel 1927, e nel 1929 era nato il loro figlio, Emanuele.

## Filmografia
- Turbine rosso, regia di Oreste Gherardini (1916)
- Il romanzo di una vespa, regia di Mario Caserini (1919)
- Cosmopolis, regia di Gaston Ravel (1920)
- Il carro sulla montagna, regia di Enrico Roma (1920)
- Il Fauno di marmo, regia di Mario Bonnard (1920)
- La piccola Manon, regia di Giulia Cassini Rizzotto (1920)
- Nemesis, regia di Carmine Gallone (1920)
- La rupe tarpea, regia di Gaston Ravel (1920)
- La volata (L'Envolée), regia di Gaston Ravel (1921)
- Il nodo (Oltre la legge), regia di Gaston Ravel (1921)
- Giovanna la pallida, regia di Ivo Illuminati (1921)
- Saracinesca, regia di Augusto Camerini e Gaston Ravel (1921)
- L'isola scomparsa, regia di Toddi (1921)
- Favilla, regia di Ivo Illuminati (1921)
- La tormenta, regia di Carmine Gallone (1922)
- Non v'è resurrezione senza morte, regia di Edoardo Bencivenga (1922)
- Triboulet, regia di Febo Mari (1923)
- Il natalizio della nonna, regia di Ugo Falena (1924)
- Gli ultimi giorni di Pompei, regia di Carmine Gallone ed Amleto Palermi (1926)
- Bufera, regia di Wladimiro De Liguoro (1926)
- Risa e lacrime napoletane, regia di Gian Orlando Vassallo (1926)
- Garibaldi e i suoi tempi, regia di Silvio Laurenti Rosa (1926)
- La locandiera, regia di Telemaco Ruggeri (1929)
- Miryam, regia di Enrico Guazzoni (1929)
- Maratona, regia di Nicola Fausto Neroni (1929)
- La lanterna del diavolo, regia di Carlo Campogalliani (1931)
- L'uomo dall'artiglio, regia di Nunzio Malasomma (1931)